# فرانك كامينسكي
فرانك كامينسكي (بالإنجليزية: Frank Kaminsky)‏ مواليد 4 أبريل 1993 في ليسل، هو لاعب كرة سلة أمريكي بدأ مسيرته الاحترافية في سنة 2015 حيث تم اختياره من قبل فريق شارلوت هورنتس خلال الدرافت يلعب مع فريق شارلوت هورنتس في الرابطة الوطنية لكرة السلة كلاعب وسط ويحمل الرقم 44. يبلغ طوله 7 قدم 0 بوصة (2.1 م).

## إحصائيات المسيرة

### الموسم الاعتيادي
| السنة   | الفريق        | لعب | بدأ | دقيقة | ميداني% | ثلاثية | حرة  | ارتداد | صنع | استلاب | تصدي | نقطة |
| ------- | ------------- | --- | --- | ----- | ------- | ------ | ---- | ------ | --- | ------ | ---- | ---- |
| 2015–16 | شارلوت هورنتس | 81  | 3   | 21.1  | .410    | .337   | .730 | 4.1    | 1.2 | .5     | .5   | 7.5  |
| المسيرة |               | 81  | 3   | 21.1  | .410    | .337   | .730 | 4.1    | 1.2 | .5     | .5   | 7.5  |

### التصفيات
| السنة   | الفريق        | لعب | بدأ | دقيقة | ميداني% | ثلاثية | حرة  | ارتداد | صنع | استلاب | تصدي | نقطة |
| ------- | ------------- | --- | --- | ----- | ------- | ------ | ---- | ------ | --- | ------ | ---- | ---- |
| 2016    | شارلوت هورنتس | 7   | 5   | 27.1  | .304    | .294   | .810 | 4.3    | 1.1 | .9     | .7   | 7.1  |
| المسيرة |               | 7   | 5   | 27.1  | .304    | .294   | .810 | 4.3    | 1.1 | .9     | .7   | 7.1  |

## روابط خارجية
- فرانك كامينسكي على موقع إن بي أي (الإنجليزية)
- فرانك كامينسكي على موقع سبورتس رفرنس (الإنجليزية)
- فرانك كامينسكي على موقع كرة السلة الأوروبية.كوم (الإنجليزية)
- فرانك كامينسكي على موقع إي إس بي إن.كوم (الإنجليزية)
- فرانك كامينسكي على موقع كلية كرة السلة في سبورتس رفرنس.كوم (الإنجليزية)
- فرانك كامينسكي على موقع ريلجم (الإنجليزية)
- فرانك كامينسكي على موقع بروبوليرز (الإنجليزية)
- فرانك كامينسكي على موقع سبورتس رفرنس (الإنجليزية)
- فرانك كامينسكي على موقع سبورتس رفرنس (الإنجليزية)